# Gola del Calvana
La gola del Calvana è formata dall'omonimo torrente nei comuni di Marsciano e San Venanzo (TR). Si forma tra San Venanzo e l'abitato di Rotecastello; quando inizia a scavare profonde gole. Termina sotto a Civitella dei Conti quando si congiunge alla Valnestore.

## Formazione
Si è formata per erosione, grazie alle piene autunnali del torrente, molto copiose e violente. 

## Flora e Fauna
Flora e Fauna sono tipici del territorio mediterraneo umbro, con specie selvaggine diffuse in tutta l'Umbria, come il Cinghiale, il Daino e la Lepre. Le specie floristiche più diffuse sono la quercia, il pioppo, l'elce ed il rovo. 